# Sint-Catharinakerk (Nijkerk)
De Sint-Catharinakerk in de Nederlandse stad Nijkerk, is een rooms-katholieke kerk die gereed kwam in 1954.

## Geschiedenis
De vorige rooms-katholieke kerk stamde uit 1819 en werd ook wel 'de kathedraal boven de rivieren' genoemd. Deze kerk had in de Tweede Wereldoorlog erg te lijden gehad onder de beschietingen die Nijkerk tegen het einde van de oorlog te verduren kreeg. Na de oorlog werd besloten de beschadigde kerk af te breken en een nieuwe te bouwen.

## Beschrijving
De kerk is gebouwd in traditionalistische stijl en werd ontworpen door Petrus Starmans. Zij kwam achter de oude kerk te staan, die pas afgebroken werd toen de nieuwe kerk gereed was. De kerk is niet georiënteerd; de apsis is naar het zuidzuidwesten gericht.
Op 4 december 1954 is de kerk ingewijd door pastoor R. Flipse. Op 4 oktober 1956 vond de officiële consecratie plaats. Deze werd verricht door kardinaal Bernardus Johannes Alfrink.

### Interieur
De kerk bestaat uit een middenschip met twee zijbeuken. Boven in het middenschip bevindt zich de lichtbeuk met gebrandschilderde ramen. De scheiding tussen het schip en de zijbeuken wordt gevormd door een rij zuilen met een dobbelsteenkapiteel.
Aan de achterzijde van de kerk bevindt zich een halfronde apsis, waarin het Hoogaltaar is geplaatst. De zoldering bestaat uit een cassetteplafond.
In de kerk staat een oud beeld van Sint-Catharina. Volgens de overleveringen stond het ooit in de Grote Kerk.
Door de gebruikte bouwstijl komt de kerk (zowel exterieur als interieur) vrij massief over.

## Orgel
Het orgel is gebouwd rond 1900 door de orgelbouwer Maarschalkerweerd en zoon uit Utrecht. Het stond eerst in de oude kerk en is in 1954 overgeplaatst in de huidige kerk. In 1998 is het instrument gerestaureerd door de orgelbouwer J.J. Elbertse en zoon.

#### Dispositie
Hoofdwerk
- Bourdon 16'
- Prestant 8'
- Gamba 8'
- Dolcissimo 8'
- Bourdon 8'
- Octaaf 4'
- Doublet II
- Trompet 8'

Positief
- Holpijp 8'
- Fluit Travers 8'
- Roerfluit 4'
- Quinte 3'

Pedaal
- Subbass 16'